# أبو الفضل الحارثي
أبو الفضل الحارثي (1135 - 1203) هو محمد بن عبد الكريم بن عبد الرحمن الحارثي يكنّى بـ «أبي الفضل» ولقبه مؤيد الدين، وقد كان طبيباً ومهندساً ورياضياً وفلكياً ونحاتاً وشاعراً مسلم. ولد في دمشق سنة 529 هجرية ونشأ فيها. سافر إلى ديار مصر وسمع شيئا ً من الحديث بالإسكندرية من شيوخها منهم رشيد الدين أبي الثناء الحراني وأبي طاهر الأصفهاني، ثم عاد إلى دمشق واستقر فيها إلى حين وفاته.
أُشتهر الحارثي بالطب والرياضيات والهندسة والفلك. اشتغل بالأدب وعلم النحو، وكان يكتب الشعر وله قطع جيدة، وهو من أصلح الساعات التي كانت في المسجد الأموي بدمشق.
عُرف الحارثي بالمهندس لجودة معرفته بالهندسة وشهرته بها قبل أن يتحلى بمعرفة الطب، إلا أنه في بداية حياته كان نجاراً وينحت الحجارة أيضًا، وله يد طولى في النجارة والناس كثيراً ما يرغبون إلى أعماله، وأكثر أبواب البيمارستان الذي أنشأه الملك العادل نور الدين ابن زنكي -رحمه الله- من نجارته وصنعته.
إن أول اشتغاله بالعلم أنه قصد إلى أن يتعلم أقليدس ليزداد في صناعة النجارة جودة على دقائقها ويتصرف في أعمالها، وكان في تلك الأيام يعمل في مسجد خاتون غربي دمشق، فكان في كل غداة لا يصل إلى ذلك الموضع إلا وقد حفظ شيئا ً من أقليدس، ويحل أيضًا ً منه في طريقه وعند فراغه من العمل، إلى أن حل كتاب أقليدس بأسره، وفهمه فهما ً جيدا ً وقوي فيه، ثم نظر أيضًا ً في كتاب المجسطي, وشرع في قراءته وحله، وانصرف بكليته إلى صناعة الهندسة وعرف بها، وكان فاضلا ً في الهندسة والعلوم الرياضية، ليس في زمانه مثله فاجتمع به، وقرأ عليه، وأخذ عنه شيئا ً كثيرا من معارفه.
قرأ أيضًا ً صناعة الطب على أبي المجد محمد بن أبي الحكم ولازمه حق الملازمة ونسخ بخطه كتبا كثيرة في العلوم الحكمية، وفي صناعة الطب من بينها ستة عشر كتاباً لـجالينوس ,وقد قرأها على أبي المجد محمد بن أبي الحكم، وعليها خط ابن أبي الحكم له بالقراءة.
وكان فاضلا في صناعة الطب، جيد المباشرة لأعمالها، محمود الطريقة، فكان طبيباً معالجاً فذاً، واشتهر بين أطباء عصره بهذا الفضل فذاعت شهرته بين أهل دمشق. وبقي سنيناً كثيرة في البيمارستان إلى حين وفاته.
اهتم الحارثي بدراسة الأدوية المفردة، وألف فيها كتاباً مرتباً ترتيباً أبجدياً. واشتغل كذلك بالفلك وصناعة الزيجات وله من الكتب: رسالة في معرفة رمز التقويم، ومقالة في رؤية الهلال. واختصر كتاب الأغاني الكبير أبي الفرج الأصبهاني في عشر مجلدات، ووقفها بدمشق في الجامع بالإضافة إلى الكتب الموقوفة في مقصورة ابن عروة. وله كتاب في السياسة بعنوان: في السياسة والحرب.
توفي -رحمه الله- سنة 599 هجرية بدمشق بإسهال عرض له، وعاش نحو السبعين سنة.